# Jan Harrach (1904–1945)

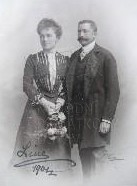
Harrach Otto Johann s chotí Karolínou Oettingen-Wallerstein

Jan Nepomuk Antonín z Harrachu (německy Johann Nepomuk Anton Karl Leonhard Otto Bonaventura Maria Kleophas Graf von Harrach zu Rohrau und Thannhausen, 25. září 1904 Prugg – 12. května 1945 Bad Kreuznach) byl česko-rakouský šlechtic z rodu Harrachů a poslední majitel rozlehlého harrachovského panství.

## Životopis
Narodil se 25. září 1904 na rakouském zámku Prugg v Bruck an der Leitha. Jeho otcem je Otto Nepomuk z Harrachu a jeho matkou Karolína z Oettingen-Wallersteinu. V Praze studoval lesní inženýrství. Po smrti svého otce zdědil obrovské harrachovské panství, velkostatky Strkov – Planá nad Lužnicí, Jilemnici a Sadovou.
Na svém panství v Čechách příliš nepobýval, zámek Hrádek u Nechanic používal pouze jako letní sídlo a jinak bydlel ve Vídni nebo na rakouském zámku Rohrau. Na Hrádku u Nechanic však každoročně pořádal rozsáhlé hody, na které zval ostatní šlechtice.
Po Mnichovské dohodě přijal německé občanství. Doposud není vyjasněno, zda to udělal kvůli snaze ochránit svůj majetek na severu Čech nebo zda skutečně tíhnul k nacismu. 16. listopadu 1940 se v alpském městě Altaussee oženil s německou hraběnkou Stephanií von Eltz. Od 1. listopadu 1942 byl členem NSV (Nationalsozialistische Volkswohlfahrt – Nacionálně socialistická lidová sociální péče), což byla organizace založená nacisty při NSDAP a která byla i této straně podřízená.
Po válce (červen 1945) vstoupil do účinnosti dekret prezidenta republiky č. 12/1945 Sb., o konfiskaci a urychleném rozdělení zemědělského majetku Němců, Maďarů a zrádců a nepřátel českého a slovenského národa, který se vztahoval i na majetek rodu Harrachů. Z důvodů, že v této době byl Jan Antonín nezvěstný, požádala jeho žena Stefanie o udělení výjimky z konfiskace. Tato žádost byla opakovaně zamítnuta a konfiskace byla definitivně potvrzena pravomocným výměrem dne 31. března 1947.
V tu dobu už bylo jasné, že poslední majitel harrachovského panství zemřel 12. května 1945 v americkém zajateckém táboře Bad Kreuznach stále jako příslušník Wehrmachtu a rakouský občan německé národnosti.

### Po smrti
Po Harrachově smrti a konfiskaci harrachovského majetku se ovdovělá Stephanie odstěhovala z Hrádku u Nechanic do Rakouska na rakouské sídlo Rohrau. Jeho dědicem se nejprve stal jeho syn Ferdinand, po jehož brzké smrti při automobilové nehodě však přešla dědická práva na Janova bratrance Ernesta, který se po roce 1989 domáhal restitucí harrachovských majetků.

### Rodina
Se svou manželkou Stephanií von Eltz měl dvě děti.
- Ferdinand Bonaventura z Harrachu (18. listopadu 1941, Vídeň – 25. srpna 1961, Vídeň)
- Johana Alexandra z Harrachu (* 10. července 1944, Hradec Králové)